# Brunnera macrophylla
Espèce
Classification phylogénétique
La Brunnère à grandes feuilles ou Myosotis du Caucase - Brunnera macrophylla - est une plante de la famille des Boraginacées. Elle est originaire du Caucase.

## Description
Il s'agit d'une plante herbacée vivace et rhizomateuse. Elle est un peu rameuse et peut atteindre 30 centimètres de haut. Les feuilles, ovales-lancéolées, à la base de la plante, sont alternes, portées par un long pétiole et de plus grande taille que les feuilles au sommet des tiges.
Les inflorescences sont sans bractée. La corolle de la fleur - bleue, mais quelques variétés horticoles sont blanches - est courte, très semblable à celles des espèces du genre Myosotis. Elle est pentalobée, avec cinq ovaires.
Le tube est court, de longueur comparable à celle du calice. Les anthères sont à l'intérieur du tube sur un court filament. Les grains de pollen, petits, portent une bande équatoriale épineuse.
Les stigmates se terminent par des papilles irrégulières et acérées.
Le nombre de chromosomes est ordinairement de 2 n = 12.
Cependant, N. S. Probatova, E. S. Rudyka et S. A. Shatalova trouvent un exemplaire à 48 chromosomes.

## Distribution
Cette espèce est originaire du Caucase.

## Habitats
Il s'agit d'une plante de sous-bois ou de lisière forestière.

## Historique et position taxinomique
Cette espèce est publiée une première fois en 1806 par Johannes Michael Friedrich Adams à partir d'un exemplaire collecté dans le Caucase (probablement en Géorgie - Iberie -) et décrit par Apollos Apollossowitsch Mussin-Puschkin : il la place dans le genre Myosotis et son épithète spécifique fait référence à sa principale particularité dans ce genre : la grande taille des feuilles basales.
En 1818, Johann Georg Christian Lehmann la déplace dans le genre Anchusa et le renomme  Anchusa myosotidiflora : il ne pouvait conserver l'épithète spécifique macrophylla, le nom Anchusa macrophylla ayant déjà été attribué à une espèce marocaine par René Louiche Desfontaines en 1798.
En 1851 par Christian von Steven la transfère dans le genre Brunnera sans toutefois revenir à l'épithète donné par Apollos Apollossowitsch Mussin-Puschkin : Brunnera myosotidiflora (Lehm.) Steven.
En 1924, Ivan Muray Johnston revient, conformément aux règles d'antériorité, à l'épithète défini par Apollos Apollossowitsch Mussin-Puschkin.
Avec le caractère monophylétique du genre, le classement de Brunnera macrophylla est confirmé par les études phylogénétiques de Hartmut H. Hilger, Federico Selvi, Alessio Papini et Massimo Bigazzi (document en référence).
Elle compte donc trois synonymes :
- Anchusa myosotidiflora Lehm.
- Brunnera myosotidiflora (Lehm.) Steven
- Myosotis macrophylla Muss.Puschk. ex Adams

Une variété est répertoriée :
- Brunnera macrophylla var. glabrescens Gusul. (1923)

## Utilisation
La principale utilisation de la brunnère à grandes feuilles est ornementale.
De nombreuses variétés horticoles ont été créées dont les principales sont :
- Brunnera macrophylla 'Betty Browning' - variété à fleurs blanches
- Brunnera macrophylla 'Blanc d'Adoué' - variété à fleurs blanches, vigoureuse
- Brunnera macrophylla 'Dawsons white' - variété au feuillage maculé de blanc
- Brunnera macrophylla 'Denis Dujardin' - variété à fleurs bleues striées de blanc
- Brunnera macrophylla 'Hadspen Cream' - variété aux feuilles bordées de crème
- Brunnera macrophylla 'Jack Frost' - variété au feuillage gris-argent veiné de vert
- Brunnera macrophylla 'King's Ransom' - variété aux feuilles argentées nervurées de vert et cernées de crème
- Brunnera macrophylla 'Langtrees' - variété aux grandes feuilles tachetées d'argent
- Brunnera macrophylla 'Looking Glass' - variété aux grandes feuilles presque entièrement argentées
- Brunnera macrophylla 'Mrs Morse' - variété à fleurs blanches au feuillage gris-argent veiné de vert
- Brunnera macrophylla 'Silver wings' - variété au feuillage argenté clair veiné de vert
- Brunnera macrophylla 'Yellow Spring' - variété à feuilles virant au fur et à mesure de leur croissante du jaune au vert tendre

C'est une plante fleurie de milieux ombragés, sans exigence autre qu'un sol frais. Elle est particulièrement estimable comme couvre-sol. Elle se multiplie facilement par division de rhizome ou par semis.

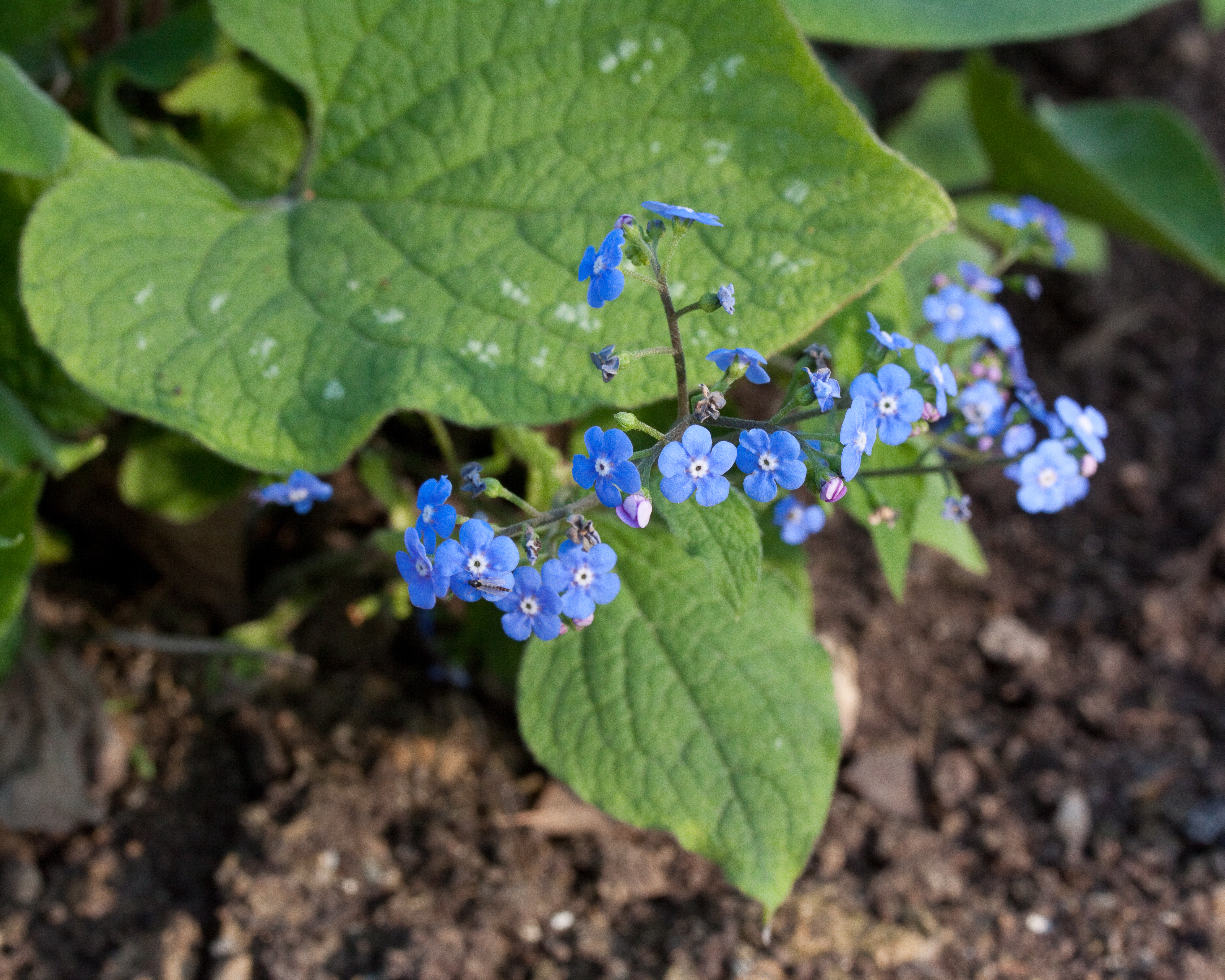
Floraison au Jardin des Plantes
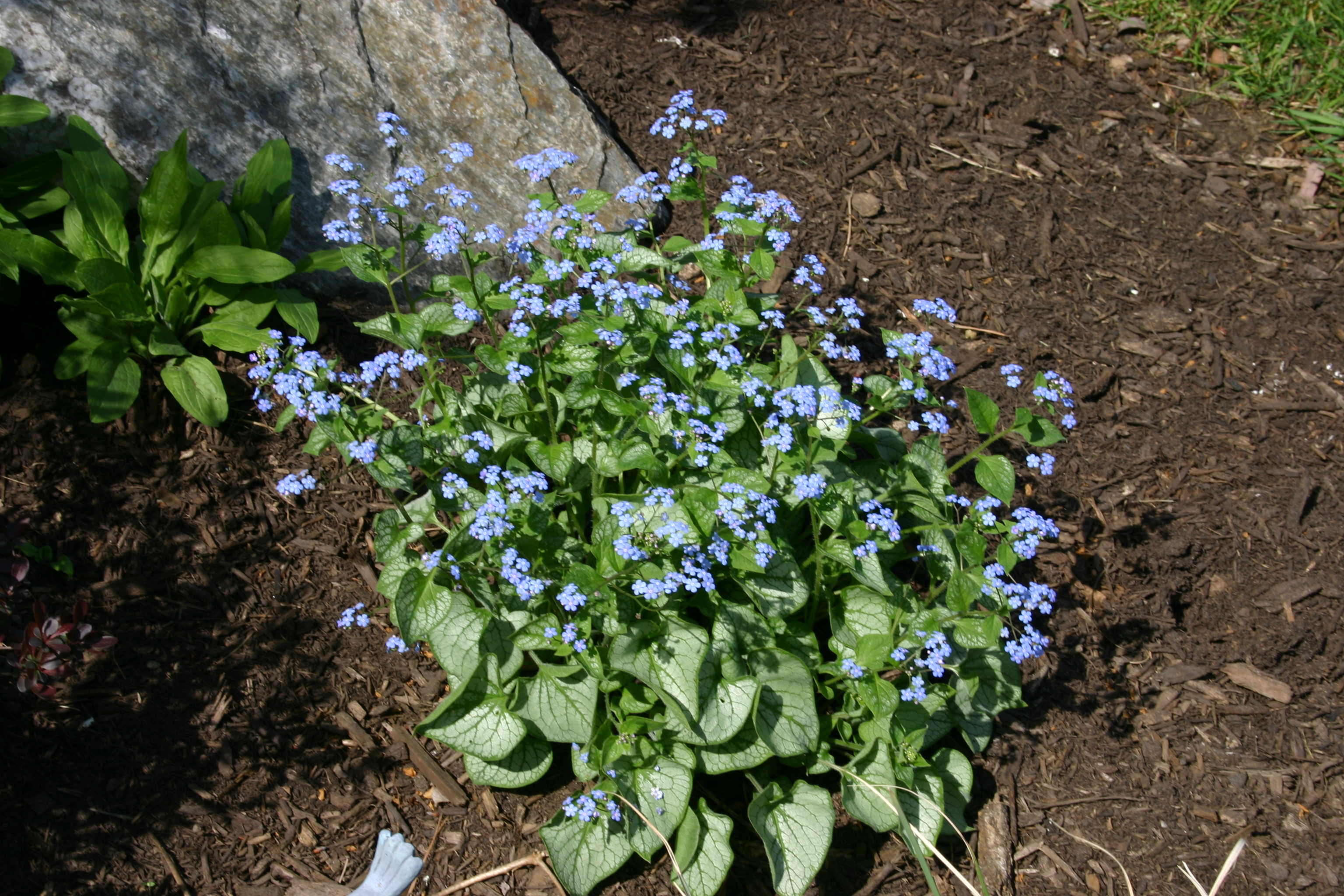
Variété 'Jack Frost'
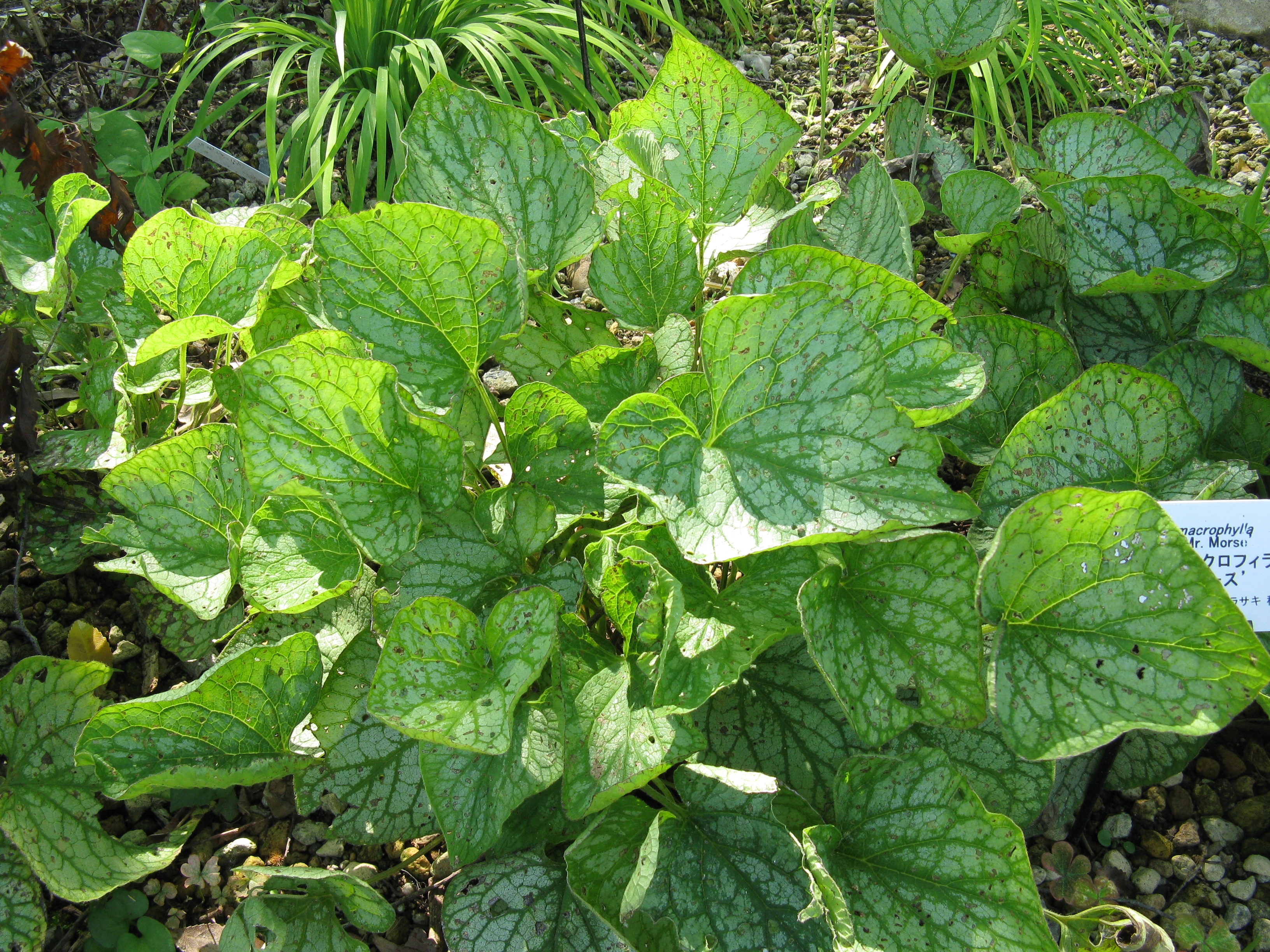
Variété 'M. Morse'
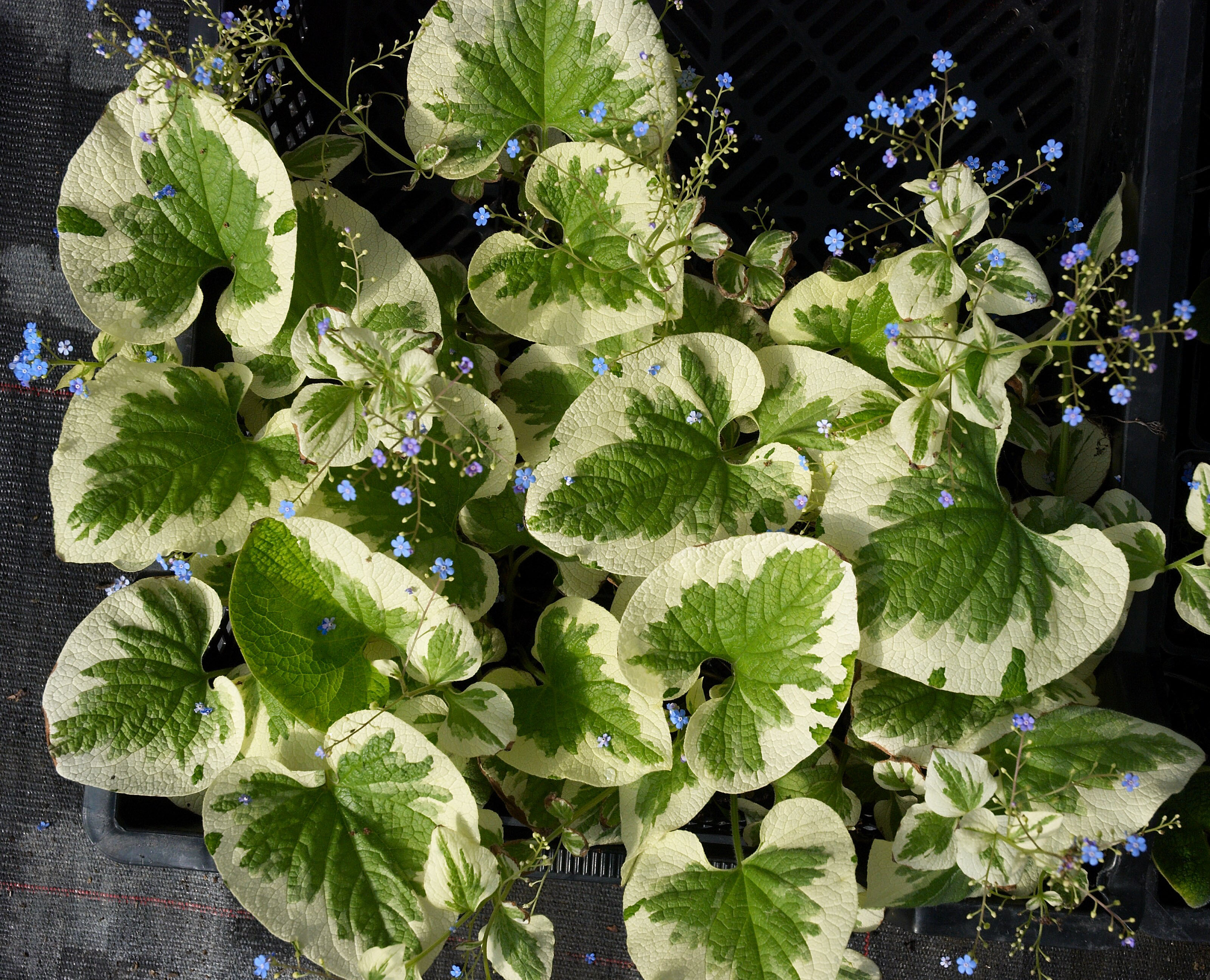
Variété 'Variegata'